# Martin Cechl
Martin Cechl (* 1. ledna 1974) je český manažer a podnikatel, který během své kariéry nejprve působil především v mediální sféře. Od poloviny prvního desetiletí 21. století se věnuje převážně marketingu a odvětví elektronických platebních systémů, jako jsou např. mobilní peněženky.
Na konci 90. let 20. století působil jako marketingový manažer Lagardére Active, společnosti, která zastřešovala rozhlasové stanice jako jsou Evropa 2, Frekvence 1, Rádio Bonton, Dance Radio a ZET. V letech 2000–2001 také krátce působil i jako marketingový manažer Rádia Impuls. V letech 2002–2004 byl spolu se Zdenkem Stehnem jedním z majitelů Rádia Expres a podílel se i na jeho vzniku.
Od roku 2005 do 2012 byl manažerem marketingové společnosti Red Division a od roku 2012 RED C, společnosti zabývající se poskytováním outdoorové reklamy.
Elektronickým platebním systémům se věnuje od roku 2000, kdy začal působit jako manažer společnosti Direct Pay. Zmíněná společnost má ochrannou známku na systém EMFT. Od května roku 2016 spolupracuje se společností Premium Programs&Services, která se rovněž zaměřuje na elektronické platební systémy.
U Úřadu průmyslového vlastnictví je registrovaný jako autor několika patentů. Jmenovitě se jedná o patenty na zařízení pro využití vzduchových turbulencí k výrobě elektřiny, dále pak zařízení tlakového přivaděče a zařízení pro získání spádu vody pro využití vodní energie.

## Osobní život
Jeho partnerkou byla ve druhé polovině první dekády 21. století česká modelka, I. vicemiss České republiky a Miss Sympatie České republiky 2007 Veronika Pompeová.